# Квебекський акт
Квебекський акт (англ. Quebec Act) або Акт про Британську Північну Америку (Квебек) (англ. British North America (Quebec) Act) — акт Парламенту Великої Британії, прийнятий остаточно 22 червня 1774 року. Встановлював процедури управління у провінції Квебек. Одним із основних положень акту було значне розширення території Квебеку, який за документом включав такі сучасні адміністративні одиниці як штати Іллінойс, Індіана, Мічиган, Огайо, Вісконсин і Міннесота, провінції Онтаріо та Квебек.

## Передумови
Після поразки Франції від Великої Британії у Семирічній війні був укладений мирний договір у Парижі. За умовами угоди Франція втратила Нову Францію, зокрема колонію Канада, на користь Британської імперії, оскільки єдиною тогочасною комерційною цінністю Канади були шкури бобрів; натомість Франція вирішила залишити за собою Гваделупу та Мартініку, де виробляли цукор. Територія уздовж річки Святого Лаврентія, названа французами Канадою, була перейменована британцями на Квебек на честь столиці колонії. Цивільна адміністрація в колонії була встановлена у Квебеку замість військової наприкінці 1763 року відповідно до Королівської прокламації, виданої королем Георгом III.
За умовами мирного договору, канадці, які вирішили не покидати Канаду, ставали британськими підданими. Щоб служити на публічних посадах, воони мали скласти присягу королю, яка включала відмову від католицької віри. Проте більшість канадців відмовилися складати таку присягу саме через вимогу щодо віри, тому вони переважно не були залучені до діяльності місцевих урядів.
Водночас зростали суперечності, які згодом переросли в Американську революцію, що охопила колонії на південь від Квебеку, тому британці були схвильовані тим, що канадці також можуть підтримати повстання. На той час понад 99 % населення провінції складалося із колоністів, що прибули за французького правління, а частка іммігрантів із Великої Британії була невеликою. Щоб забезпечити вірність близько 90 тисяч канадців, губернатори Джеймс Мюррей та Ґай Карлтон просували думку про необхідність змін у політиці щодо провінції.
Також була потреба врегуювати відносини між канадцями та новоприбулими британцями. Усі зусилля колоніальних губернаторів призвели до ухвалення Акту про Квебек у 1774 році.

## Положення

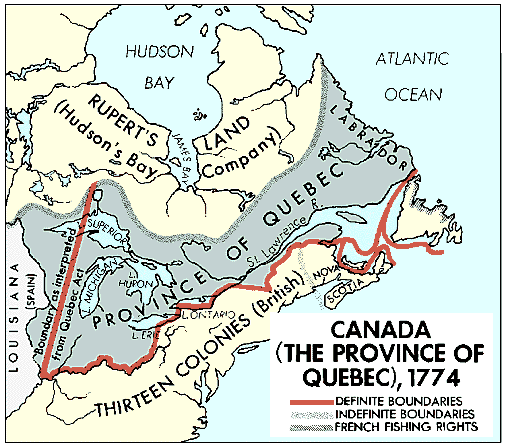
Квебек після 1774 року

- Територія: кордони провінції були розширені відповідно до Акту. До територій, передбачених Королівською прокламацією, було додано землі сучасних південного Онтаріо, Іллінойс, Індіана, Мічиган, Огайо, Вісконсину та частин Міннесоти. Таким чином, територію Квебеку збільшено втричі.
- Релігія: Акт дозволив чиновникам сповідувати римо-католицьку віру, відповідно змінивши текст присяги. Також католицьким священникам було дозволено збирати церковну десятину.
- Структура уряду: Акт визначив структуру провінційного уряду. Губернатор мав призначатися королем і мав урядувати за допомоги законодавчої ради; жодних умов щодо яких-небудь виборних органів влади в Акті не було[4].
- Право: оскільки, попри положення Королівської прокламації, у справі Кемпбелла проти Голла застосовувалося французьке право, Акт про Квебек передбачав його скасування на користь впровадження англійського права у сфері публічного й кримінального права.
- Землеволодіння: було відновлено поміщицьку систему землеволодіння[5].

## Наслідки

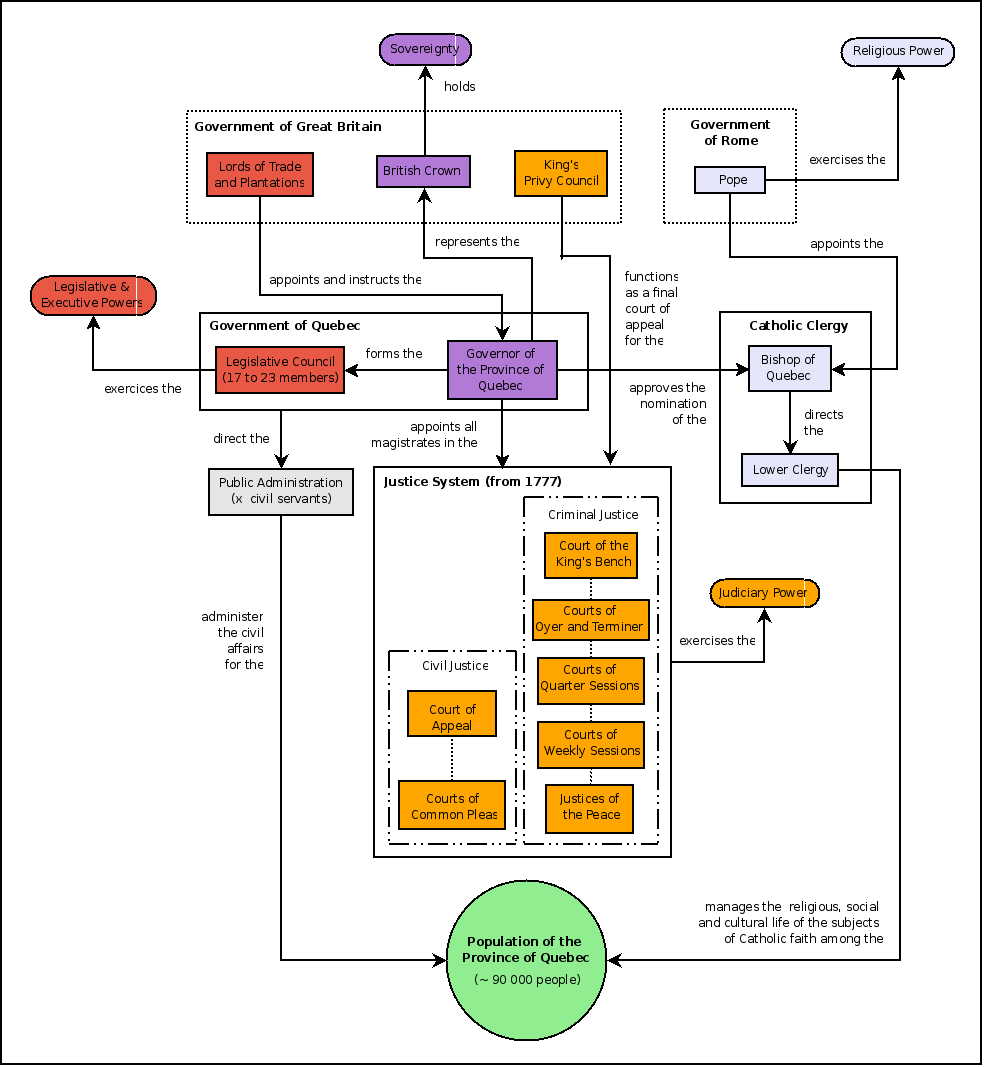
Система управління у Квебеку після Квебекського акту

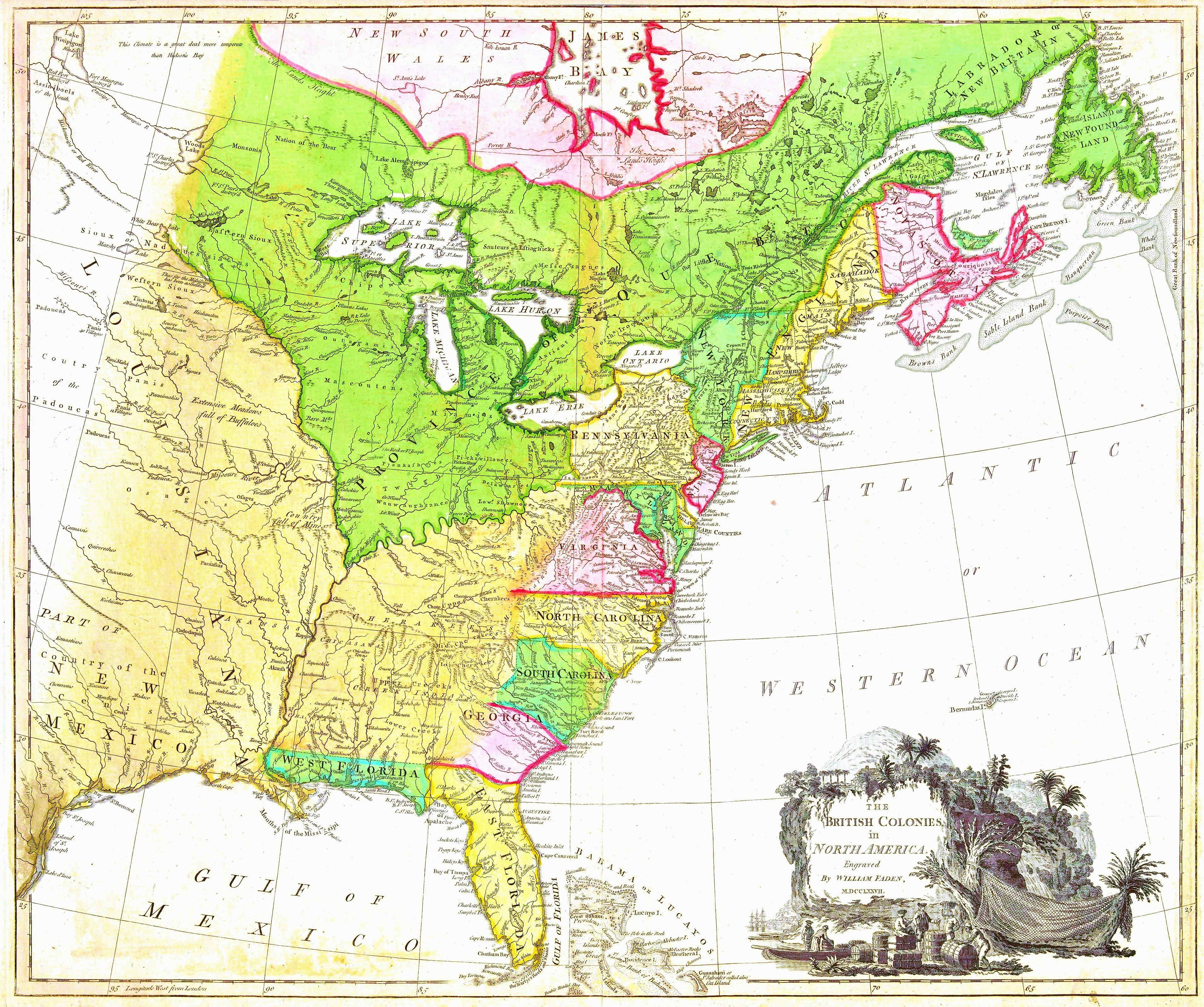
Колонії Британії в Північній Америці. Карта 1777 року

Квебекський акт розізлив американців; патріоти назвали його одним із «Нестерпних актів». Також Акт сприяв пришвидшенню початку війни за незалежність Тринадцяти колоній, що 1776 року об'єдналися у США.
Американці висловлювали обурення потуранню «папізму» (католикам). Колоніальні уряди Тринадцяти колоній, зокрема уряди Нью-Йорку та Пенсильванії, і передачі Огайської землі Квебеку, хоча раніше вона була передана під їхнє управління королівськими грамотами. Преса Нової Англії оцінювала Квебекський акт таким, що порушує права американців в одному ряді з Актом про чай та рештою «Нестерпних актів». На Першому Континентальному конгресі 1774 року представники Тринадцяти колоній звернулися до жителів Квебеку, попереджаючи їх про небезпеку нібито свавільної та тиранічної поведінки британського парламенту. У Декларації незалежності США акт було охарактеризовано так:
|  | ...для скасування вільної Системи англійського Права у сусідній Провінції, самовільного призначення там уряду і таке поширення його Меж, щоб він служив водночас прикладом і зручним знаряддям для впровадження такого ж абсолютного правління в наших колоніях; |

Прийняття Квебекського акту розізлив американських патріотів і налякав лоялістів, які підтримували Корону. Також завдяки цьому було пришвидшено початок війни за незалежність США, під час якої об'єднані колишні колонії не змогли захопити Квебек.
1791 року Парламент Великої Британії ухвалив Конституційний акт, яким Квебек було розділено на Верхню і Нижню Канаду, а Акт про Квебек був фактично скасований.